# Victoria Smurfit
Victoria Smurfit, född 31 mars 1974 i Dublin på Irland, är en irländsk skådespelare.

## Filmografi i urval
- 1997 - Ivanhoe (TV-serie)
- 1998 – Berkeley Square (TV-serie)
- 2000 – The Beach
- 2000 – North Square
- 2000–2001 – Kalla fötter
- 2002 – Om en pojke
- 2003–2009 – Brottet och straffet
- 2014–2016 – Once Upon a Time (TV-serie)